# P/2019 X1 (Pruyne)
P/2019 X1 (Pruyne) est une comète à courte période du système solaire, plus précisément une comète de la famille de Jupiter. Sa trajectoire a un demi-grand axe de 6,15 unités astronomiques, entre Jupiter et Saturne, une inclinaison de 10,3 degrés et une excentricité de 0,30. Son périhélie se trouve à 4,33 unités astronomiques du Soleil, un peu plus près du Soleil que Jupiter ; la comète y est passée le 30 juillet 2019 et il est prévu qu'elle y repasse en 2034. Sa période orbitale est de 15,3 ans. Son aphélie est à 7,98 unités astronomiques, entre Jupiter et Saturne. La comète croise donc l'orbite de Jupiter.